# The black forest
The black forest is het vierde muziekalbum van Agents of Mercy. Het album is opgenomen in de Fenix geluidsstudio in thuisland Zweden, maar er werd ook gewerkt in de privéstudio's van de diverse leden. Ze hadden er de hele maand april van 2011 voor nodig. Het album is door de band aangeduid als conceptalbum onder het motto:

“The Black Forest” is a surreal journey - a mysteriously glowing metaphor for a trip thru dark, disturbing, scary times, a lifelong uncertain journey bookended by greed, lust, hunger for power & money, eternal life, mindcontrol, - and guess what? .....we're the prey!!
De muziek als totaal wijst wel op een conceptalbum, de meningen of de teksten ook tot een conceptalbum leiden zijn minder eensluidend. De muziek op The black forest werd vergeleken met dit van de eerste albums van The Flower Kings.

## Musici
- Nad Sylvan – zang, toetsinstrumenten
- Roine Stolt – gitaar, zang
- Lalle Larsson – toetsinstrumenten, zang
- Jonas Reingold – basgitaar, zang
- Walle Wahlgren – slagwerk

## Muziek
| Nr. | Titel                        | Duur  |
| --- | ---------------------------- | ----- |
| 1.  | The black forest (Stolt)     | 11:10 |
| 2.  | A quiet little town (Sylvan) | 6:58  |
| 3.  | Black Sunday (Stolt)         | 6:20  |
| 4.  | Elegy (Stolt)                | 6:14  |
| 5.  | Citadel (Stolt)              | 7:02  |
| 6.  | Between sun and moon (Stolt) | 5:07  |
| 7.  | Freak of life (Sylvan)       | 8:15  |
| 8.  | Kingdom of heaven (Stolt)    | 6:20  |